# علی محمود عباس
علی محمود عباس (زاده ۲ نوامبر ۱۹۶۴) افسر ارشد نظامی و سیاستمدار سوری است که از ۲۰۲۲ تا ۲۰۲۴ به عنوان هجدهمین وزیر دفاع سوریه فعالیت می‌کرد.

## اوایل زندگی
عباس در سال ۱۹۶۴ در افرا، ریف دمشق به دنیا آمد. او در سال ۱۹۸۳ به آکادمی نظامی حمص، تخصص خودروهای زرهی پیوست. او در ۷ اکتبر ۱۹۸۵ با درجه ستوانی، دانش‌آموخته شد. او نخستین بار در سال ۱۹۹۷ در پاکستان به تحصیل فرماندهی عالی، پرداخت. او همچنین در سال ۲۰۰۳ در دوره مدیریت بحران بین‌المللی دانشگاهی در کالج کارکنان ارتش سلطنتی سوئد در استکهلم، شرکت کرد. در سال ۲۰۰۴، در دوره مدیریت دفاع از ایالت در کالج سلطنتی، بردا، هلند شرکت کرد.

## نظامی‌گری
وی در تاریخ ۱ ژانویه ۲۰۱۸ به درجه سرلشکری و در ۳۰ آوریل ۲۰۲۲ به درجه سپهبدی ارتقاء یافت. پس از ارتقاء به درجه سپهبدی به مدت دو سال فرماندهی تیپ امنیت داخلی را برعهده داشت. پس از ترفیعات، به مدت سه سال فرماندهی دانشکده افسری را بر عهده گرفت. وی چندین پست عالی را اشغال کرده است که آخرین آنها به عنوان جانشین رئیس ستاد کل در ۱۸ مارس ۲۰۲۱ بود.

## وزارت دفاع
در ۲۸ آوریل ۲۰۲۲، با فرمان شماره ۱۱۵ ریاست‌جمهوری، ژنرال علی محمود عباس به عنوان وزیر دفاع به جای علی عبدالله ایوب معرفی شد. در طول حمله پهپادی حمص در سال ۲۰۲۳، عباس در مراسم فارغ‌التحصیلی حضور داشت اما قبل از حمله آنجا را ترک کرد. او بعداً از بیمارستان نظامی عبدالقادر شقفه بازدید کرد که تعدادی از مجروحان حادثه حضور داشتند.
در دسامبر ۲۰۲۴ وزیر دفاع در بیانیه‌ای، عقب‌نشینی نیروهای ارتش از حماه در مقابل مسلحین را یک اقدام تاکتیکی موقت دانست. وی با تأکید بر اینکه وضعیت میدانی ارتش و نیروهای مسلح سوریه خوب است، گفت که نیروهای مسلح سوریه اقدام به باز آرایش برای حفظ جان غیرنظامیان کردند.